# Vinko Puljić
Vinko Puljić (Priječani, 8 de setembro de 1945) é um cardeal da Igreja Católica bósnio, arcebispo de Vrhbosna.

## Biografia
Nascido em Priječani, no município de Banja Luka, era o décimo segundo dos treze filhos de Ivan e Kaja Puljić. Sua mãe morreu quando ele tinha três anos de idade. Seu pai se casou novamente e ele foi criado por sua madrasta, Ana. Realizou seus estudos no Seminário Menor de Zagreb, no Seminário Menor de Đakovo e no Seminário Maior de Đakovo.
Foi ordenado padre em 29 de junho de 1970, em Đakovo, por Stjepan Bauerlein, bispo de Đakovo, sendo incardinado na Diocese de Banja Luka. De 1970 a 1978, fez o seu ministério pastoral na diocese de Banja Luka e em sua cúria episcopal. Foi o diretor espiritual do Seminário Menor de Zadar e realizou o ministério pastoral naquela arquidiocese, entre 1978 e 1987. Em 1990, foi nomeado vice-reitor do Seminário Maior de Sarajevo.
Em 19 de novembro de 1990, foi eleito Arcebispo de Vrhbosna, sendo consagrado em 6 de janeiro de 1991, na Basílica de São Pedro, pelo Papa João Paulo II, assistido por Giovanni Battista Re, arcebispo-titular de Vescovio, substituto da Secretaria de Estado da Santa Sé e por Justin Francis Rigali, arcebispo-titular de Bolsena, secretário da Congregação para os Bispos e do Colégio dos Cardeais. Na mesma cerimônia foram consagrados os futuros cardeais Jean-Louis Tauran, Francisco Javier Errázuriz Ossa e Julián Herranz Casado.
Foi criado cardeal-presbítero no consistório de 26 de novembro de 1994 pelo Papa João Paulo II, recebendo o barrete cardinalício e o título de Santa Chiara a Vigna Clara, com apenas 49 anos, sendo o primeiro bósnio a ter tal dignidade.
Entre 1995 e 2002, 2005 e 2010 e desde 2015, é o Presidente da Conferência Episcopal da Bósnia e Herzegovina.
O cardeal Puljić, falando na assembléia do Sínodo dos Bispos em 2004, queixou-se de que as aparições relatadas de Nossa Senhora de Međugorje estavam se tornando uma fonte de divisão na Igreja e participou da criação, em 2006, de uma comissão para examinar as supostas aparições marianas.
Em 20 de agosto de 2016, ele foi nomeado enviado papal especial pelo Papa Francisco para a celebração que ocorreu em Skopje, Macedônia, em 11 de setembro de 2016, para o dia de ação de graças pela canonização da Madre Teresa de Calcutá.

## Conclaves
É um cardeal com muita experiência em conclaves, tendo participado de três:
- Conclave de 2005 - participou da eleição do Papa Bento XVI.
- Conclave de 2013 - participou da eleição do Papa Francisco.
- Conclave de 2025 - participou da eleição do Papa Leão XIV.